# OpenArena
OpenArena är ett datorspel i 3D-miljö av typen förstapersonsskjutare (FPS-spel). Det är utvecklat av OpenArena team och utvecklas främst med fri programvara och öppen källkod. Till exempel utgörs dess spelmotor av samma typ som Quake III: Arena använder, nämligen id Softwares numera GNU GPL-licenserade motor id Tech 3. Den övriga spelkoden lyder också under förutnämnda licens. 
Dess första allmänna testutgåva släpptes 19 augusti 2005.
Spelets senaste version är 0.8.8, utgiven 20 februari 2012 och finns tillgänglig för fri nedladdning via dess officiella webbplats.

## Överblick
OpenArenas spelupplevelse är exakt som Quake III Arenas. Det innehåller både enspelarläge där det går att spela mot datorstyrda motståndare (sedan version 0.6.0) och flerspelarläge för nätverkspel. I nuvarande utgåva finns det fler än 20 stycken olika karaktärer att välja mellan. Alltifrån ödla, man utklädd till pingvin, gangster och skelettrobot finns att tillgå. Spelaren ska i de flesta fall döda så många motståndare som möjligt för att samla ihop poäng och på så sätt vinna spelet. Till spelarens hjälp finns en vapenarsenal som är utformad för olika situationer:

### Vapen
- Gauntlet

The gauntlet är ett stridsvapen som kombinerar en snurrande sågklinga med en elektrisk laddning. Det är tänkt att enbart användas i närstrid och ett slag tillfogar 50 hp (hälsopoäng) i skada. Då spelaren lyckas döda någon med the gauntlet får denne en gauntletmedalj och både mördaren och offret får ett meddelande som lyder "förödmjukelse". I vanliga fall är det ett vapen att använda som sista utväg, dock är det användbart i trånga utrymmen (som korridorer och dörröppningar).
- Machine Gun (maskingevär)

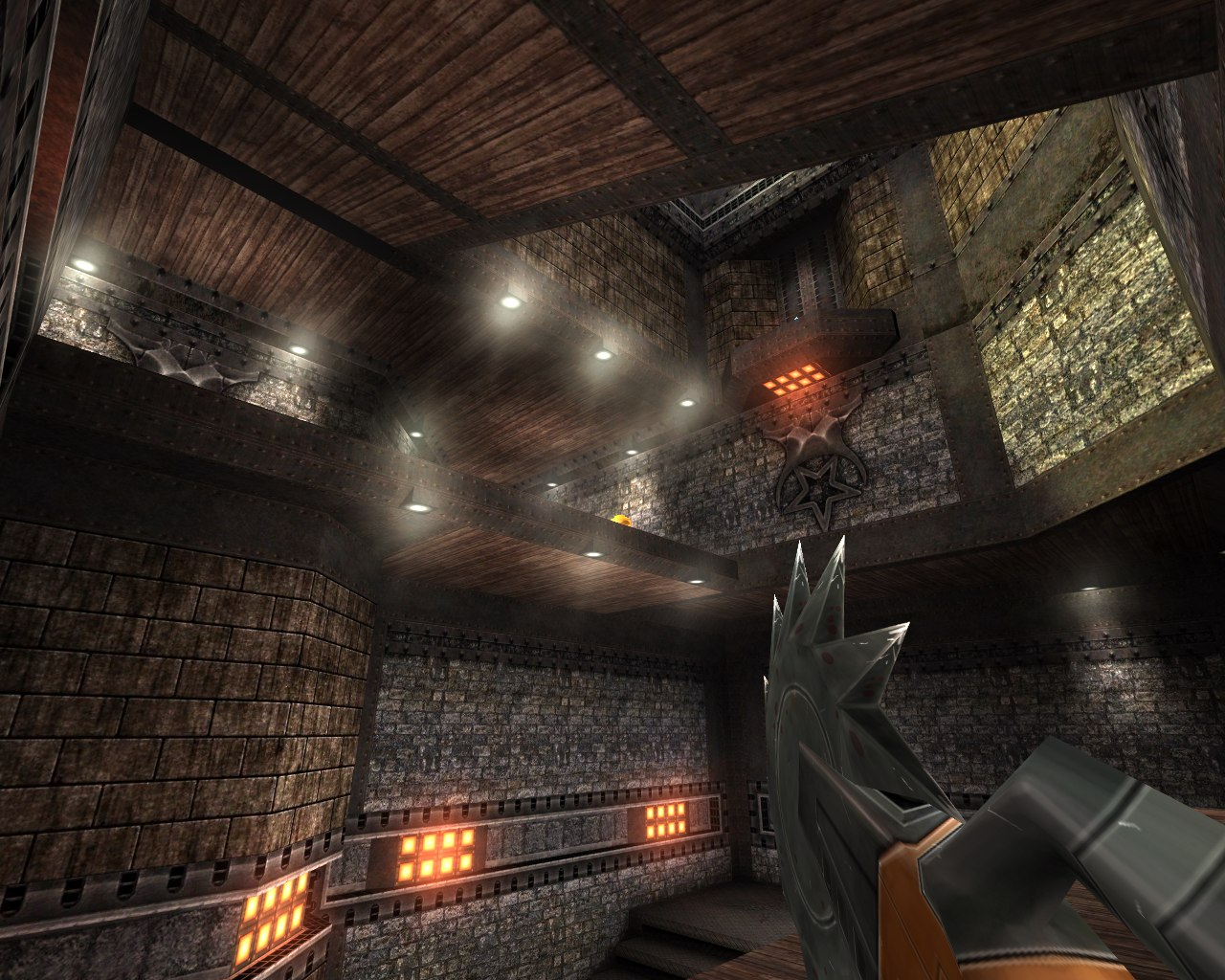
Vapnet the gauntlet.

Maskingeväret är det andra vapnet som spelaren börjar med. Det kan kvickt tilldela små skador (sju hp per skott) och har en liten spridningsgrad (ungefär två grader). Maskingeväret har en eldgivningshastighet på tio skott per sekund.
- Shot Gun (hagelgevär)

Hagelgeväret används framför allt i närstrid eftersom dess stora eldkraft minskar i förhållande till avstånd. Det skjuter elva småkulor vilka var och en utdelar tio hp i skada. Därför kan en koncentrerad spridning döda en avväpnad spelare. Vapnet kan hittas på nästan varje varufylld bana. För att mildra dess enorma eldkraft har det en sekunds fördröjning mellan skotten.
- Grenade Launcher (granatkastare)

Det här vapnet avfyrar granater som detonerar antingen vid kontakt med en annan spelare eller efter två och en halv sekund då de avfyrats. Granater kommer inte detonera som ett resultat av kontakt med den som sköt iväg de eller hejdas av denne. Vapnet skjuter med en hastighet på 0.8 sekunder.
- Rocket Launcher (raketkastare)

Raketkastaren kan tilldela oerhört mycket skada. På grund av explosionsradien uppmuntras spelare att skjuta på marken, väggen eller innertaket istället för att sikta direkt på motståndaren. Detta vapen kan även användas för att så kallat rakethoppa, en metod för att dra fördel av spelarens egna explosion och på så sätt nå högre höjder än med vanliga hopp. En omedelbar träff på en motståndare tillfogar 100 hp i skada, men splash-skada har ingen verkan.
- Lightning Gun

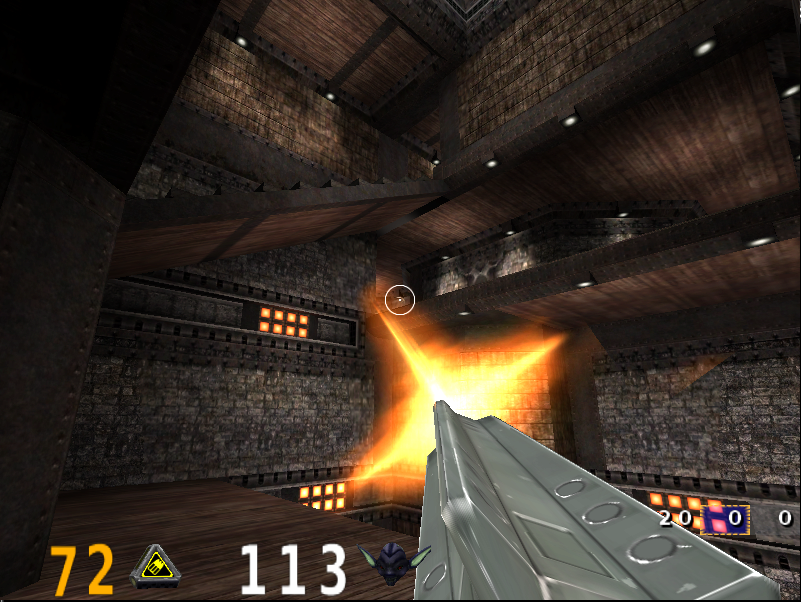
Maskingeväret i aktion.

The lightning gun (också referrerad till som the shaft) är i många avseenden som maskingeväret förutom att det bland annat avfyrar en stråle med begränsad räckvidd. Det kan döda en motståndare med gott om hp på mindre än två sekunder därför att det skjuter med en hastighet på 0.05 sekunder per impuls. 
- Rail Gun

Rail Gun används huvudsakligen i strid på långt håll eller i prickskytte. Det har en träffsäkerhet på 100 procent, orsakar 100 hp i skada men har en låg eldgivningshastighet (standard är en och en halv sekund).
- Plasma Gun (plasmavapen)

Plasmavapnet är till för närstrid eller strid på mellanlångt håll. Det skjuter fort en ström av dödliga impulser (tio per sekund) vilket orsakar en betydligt stor mängd skada (20 hp per orb). Plasman orsakar också mindre splash-skador som faktiskt kan användas för att "plasmaklättra". Men, då styrkan hos splash-skadan är liten är plasmaklättring långsammare än rakethoppande. Det går inte att komma lika högt och kräver mer skicklighet.
- BFG10K

BFG10K är ett snabbeldsvapen som avfyrar kvicka plasmasalvor med en hastighet på ungefär fem skott per sekund. Detta tilldelar skada och splash-skada på 100 hp per cell.

### Spelsätt
OpenArena erbjuder olika typer av spelsätt (alla dessa finns också i originalspelet) som exempelvis:
- Free For All (FFA)

I Free For All (förkortat FFA), även kallat deathmatch, är målet för spelaren att döda de andra spelarna och försöka undvika att själv bli tillintetgjord. Spelaren tjänar en frag (ungefär poäng) för varje person den dödar, och den förlorar en frag varje gång den dödar sig själv (om den exempelvis drunknar i lava eller vatten, skjuter en raket på sig själv etcetera).
- Tournament

Det här spelsättet är också känt som 1v1 (man mot man) eller turnering. Här gäller det att slåss man mot man och alla övriga tittar på. Den som vinner stannar kvar och får utkämpa en kamp mot nästa kombattant. 
- Team Death Match (TDM)

I Team Death Match (TDM) anvisas varje spelare till ett av två lag: Blåa laget eller röda laget. Vardera lags mål är att döda det andra lagets medlemmar och skydda sina egna.
- Capture The Flag (CTF)

Varje spelare får välja mellan två lag - röda laget eller blåa laget. Det egna laget får poäng då det lyckas fånga fiendens flagga och transportera den till sin egen flagga.

## Skärmdumpar

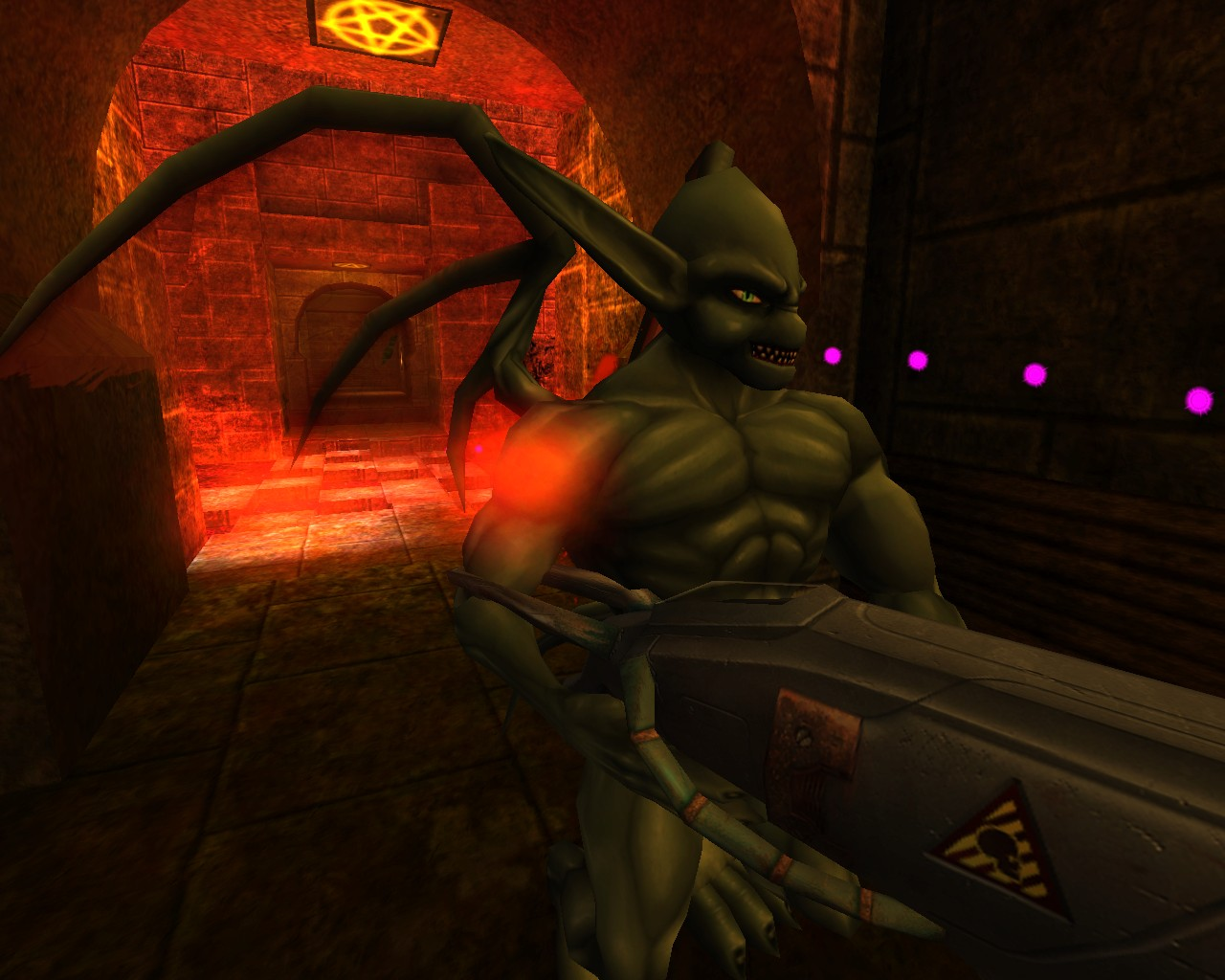
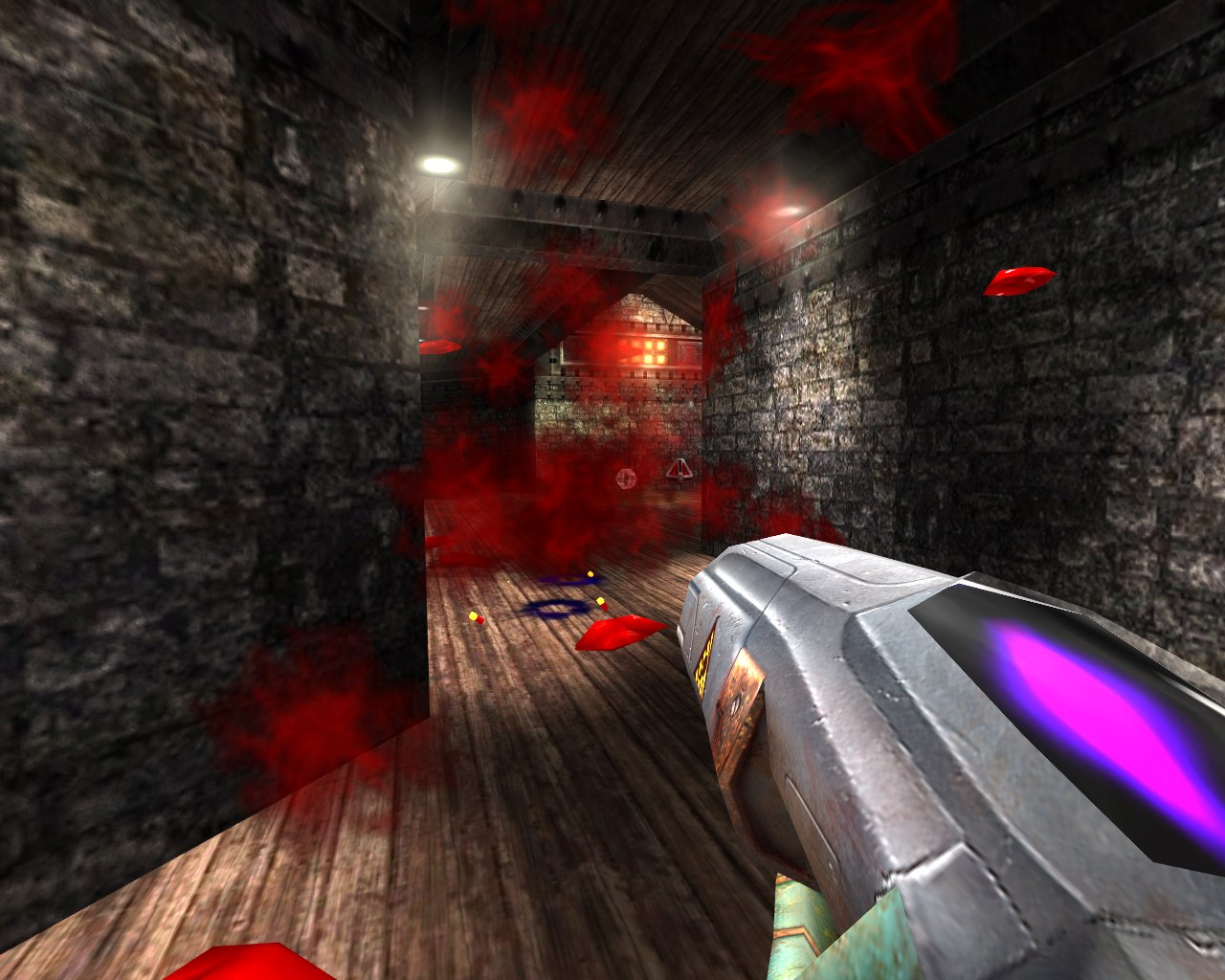
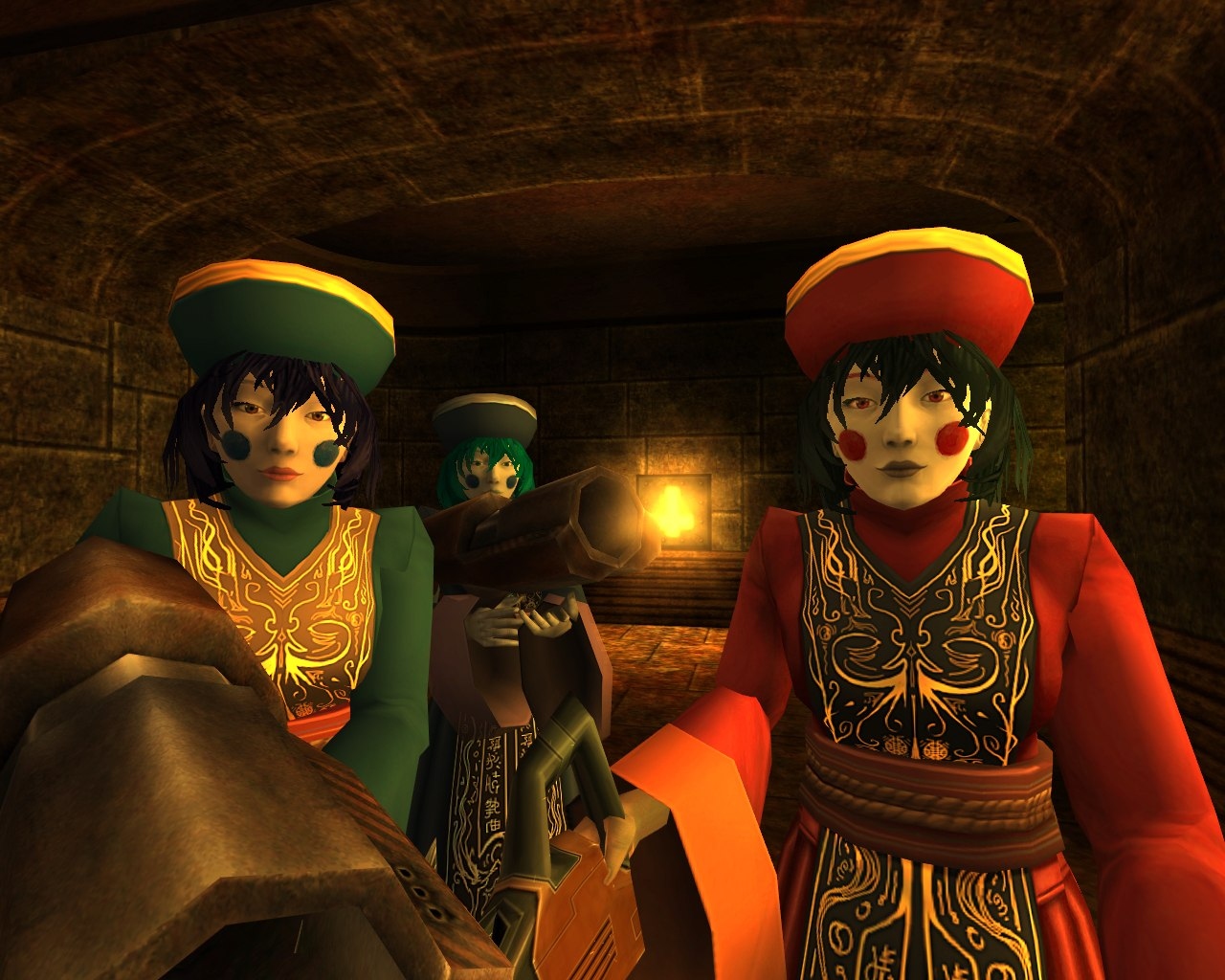

## Modifikationer
OpenArena har testats för att se hur pass väl det fungerar med vissa Quake 3-modifikationer. En lista över dessa testade modifikationer kan hittas här .